# Frontière entre la Zambie et le Zimbabwe
La frontière entre la Zambie et le Zimbabwe sépare la Zambie et le Zimbabwe, en Afrique australe.

## Géographie

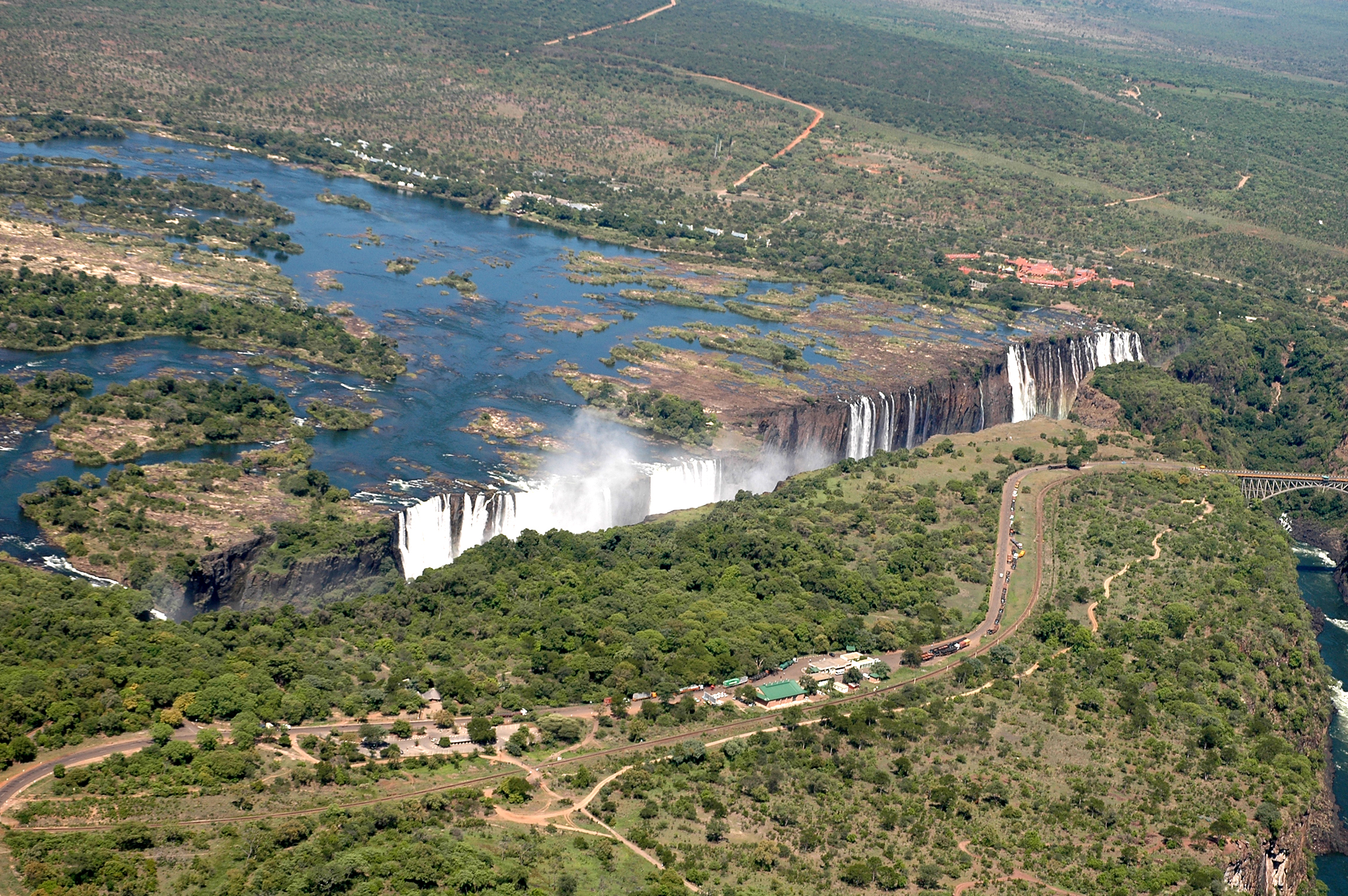
Passage de la frontière par les chutes Victoria.

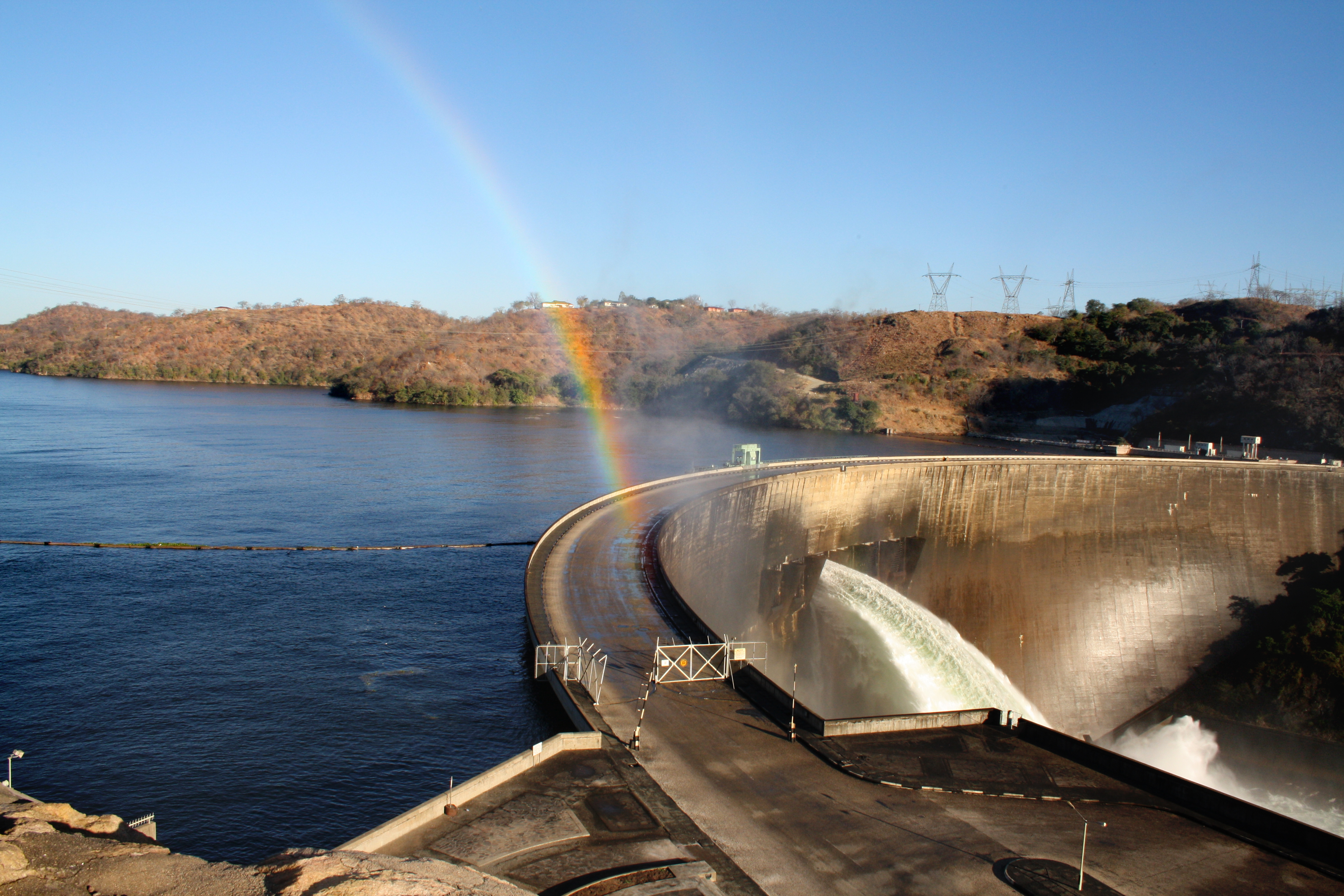
Accès routier par le barrage de Kariba.

Cette frontière est dans sa totalité délimitée par le fleuve Zambèse.
Le point de passage principal sont les deux ponts de Chirundu traversant le Zambèse, sur la grande route reliant Harare à Lusaka. Chirundu est une petite ville de part et d'autre de la frontière. Deux seuls autres passages faciles existent entre les deux pays  pour traverser la frontière : le pont des chutes Victoria reliant Livingstone (Zambie) et Victoria Falls (Zimbabwe) et la route sur le barrage de Kariba.